# 一本だたら

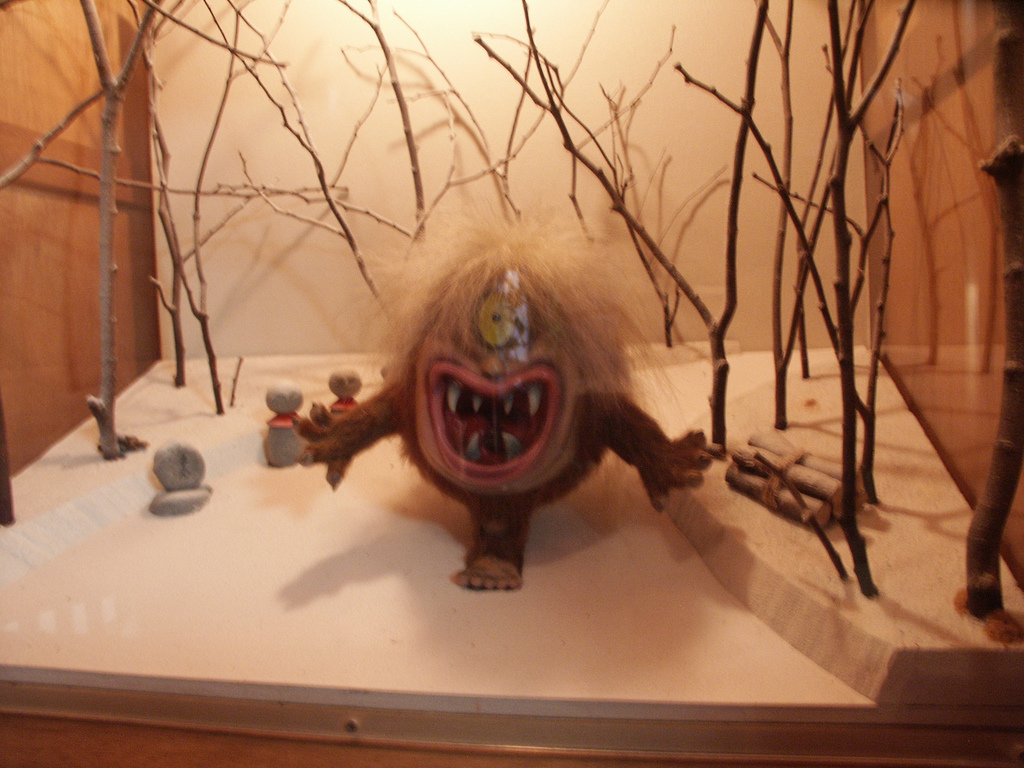
一本だたら（模型）

一本だたら、一本踏鞴（いっぽんだたら）、一つだたら（ひとつだたら）とは、日本に伝わる妖怪の一種で、熊野地方の山中などに棲む、一つ目で一本足の姿の妖怪とされるが、地方によって伝承内容には違いが見られる。

## 伝承
和歌山県と奈良県の境の果無山脈では、皿のような目を持つ一本足の妖怪で、12月20日のみ現れるといい、この日は「果ての二十日」と呼ばれて厄日とされた。果無の名の由来は「果ての二十日」に人通りが無くなるからだともいう。
奈良県の伯母ヶ峰山でも同様に、12月20日に山中に入ると一本だたらに遭うといい、この日は山に入らないよう戒められている。こちらの一本だたらは電柱に目鼻をつけたような姿といい、雪の日に宙返りしながら一本足の足跡を残すという。奇怪な姿のために恐ろしい妖怪だが、人間には危害を加えないという。高知では「タテクリカエシ」といって、夜道を転がる手杵状の妖怪の伝承があり、伯母ヶ峰山の一本だたらはこれと同じものとの説もある。
また伯母ヶ峰山の一本だたらは、猪笹王（いのささおう）という鬼神を指すこともある。これは背中に熊笹の生えた大イノシシが狩人に撃ち倒された後に亡霊となったもので、一本足の鬼の姿で峰を旅する人々を襲っていたが、丹誠上人という高僧によって封印され、凶行はおさまった。しかし封印の条件として年に一度、12月20日だけは猪笹王を解放することを条件としたため、この日は峰の厄日とされたという。
和歌山県の熊野山中でいう一本だたらは、姿を見た者はなく、雪の降り積もった上に残っている幅1尺ほどの足跡を見るのみという。広島県の厳島でも、一本だたらは一本足の妖怪とされるが、姿を見た者はいないという。
和歌山県西牟婁郡では、カッパの一種である「ゴーライ」が山に入ると、山童の一種である「カシャンボ」となり、このカシャンボのことを一本だたらと呼ぶ。2004年春には、白浜町の富田という地域の田で1本足の足跡が発見され、「富田のがしゃんぼ」と呼ばれ、一本だたらやカシャンボの復活かと話題になった。
他にも、人間を襲うという伝承が多い中で郵便屋だけは襲わないという説や、源義経の愛馬が山に放たれてこの妖怪に化けたとの説など、一本だたらの伝承は名前は同じでも、土地ごとによって大きな違いがある。
名称の「一本だたら」の「だたら」はタタラ師（鍛冶師）に通じるが、これは鍛冶師が片足で鞴を踏むことで片脚が萎え、片目で炉を見るため片目の視力が落ちること、一本だたらの出没場所が鉱山跡に近いことに関連するとの説がある（隻眼#神話・伝説の中の隻眼を参照）。一つ目の鍛冶神、天目一箇神（あめのまひとつのかみ）の零落した姿であるとも考えられている。なお熊野地方を治める熊野国造は製鉄氏族である物部氏の支流である。
奈良県吉野郡の松本工房では、一本だたらの伝承をもとにした民芸品「一本足だたらこけし」を2005年より販売しており、妖怪土産として秀逸な一品との声もある。

## 類話
一本だたらと同様に足が1本しかない妖怪の伝承は日本各地にあり、一本足（いっぽんあし）と総称されている。中でも、雪の降った翌日、地面の雪の上にある足跡状の窪みを、一本足の妖怪の足跡とするものが多い。
静岡県磐田郡（現・浜松市天竜区）川上では、「誤って片足を切断して死んだ木こりの怨みが一本足という妖怪になり、降雪の翌日、山中に片足のみの足跡が残っている」という。
愛知県北設楽郡振草村粟代（現・設楽町）では、「大雪の晩、山小屋の周りで、ドスンドスンと音がして、翌日には約2尺（約60センチメートル）の片足のみの足跡が残っている」という。
富山県上新川郡（現・富山市）、岐阜県北部の飛騨地方、岡山県都窪郡に伝わる妖怪の「雪入道」（ゆきにゅうどう）も、一つ目と一本足の大入道で、「雪の降った翌朝の雪上に足跡を残す」というが、一本だたらと特徴が共通することから、文献によっては同一の妖怪として混同されている。
和歌山県伊都郡三好村（現・かつらぎ町）では、降雪の翌朝に木の下に円形の窪みがあるものを、前の晩に小児のような妖怪「雪坊（ゆきんぼ）」が一本足で飛び歩いたためという。
愛媛県北宇和郡吉田町（現・松野町）では、雪の上に一本足の足跡を残すものを「雪婆（ゆきんば）」という。
また、前述のように足跡が残るだけではなく、一本足の怪物そのものが登場する話もあり、『遠野物語拾遺』には、宮城県の貞任山で一つ目一本足の怪物が、狩人に退治されたとある。
奈良県川上村柏木では、前述の猪笹王を一本足と呼び、その前身はイノシシではなく老いたネコとされている。
吉野郡中龍門村（現・吉野町）では節分の日、トゲのある小枝に焼いたイワシの頭（柊鰯）を刺して玄関に掲げる風習があるが、これは一本足を防ぐためといわれる。
前述の「一本だたら#伝承」の「伯母子岳の一本足」の別のバリエーション（吉野郡の伝説）では、美女に化けた一本足が現れ、災いを起こしていたとされ、高野山西の天野の猟師が出会ってしまったため、鉄砲で何度も発砲したが、そのたびに銃弾を手で受けては投げ捨てられ、迫ってきた。猟師は天野の神様＝丹生都比売神社に、どうか1週間だけ命を借してくださいと祈ると、神様は2つ弾を撃てと教え、再び伯母子岳に向かうと、弾を撃ち続け、最後に2つ撃った。それに気づかなかった一本足に弾は命中した。女は命乞いし、猟師は人の命を取らないことを約束させるも、果ての二十日に通る人だけは命をとらせてほしいと頼まれ、1日くらいよいだろうと許してしまった。そのため、12月20日には入山するなと伝えられる。
これらのような一本足の妖怪は、山の神や道祖神の神体を一本足とする伝承に関連すると考えられている。また、中国の一本足の妖怪・山魈（さんしょう）に由来するとの説もある。ちなみに、『近代百物語』によれば、和泉貝塚（現・大阪府貝塚市）では、山魈という、人面猿身で一つ目一本足の怪物の記述がある。